# Anastassija Wladimirowna Ukolowa
Anastassija Wladimirowna Ukolowa (russisch Анастасия Владимировна Уколова, wiss. Transliteration Anastasija Vladimirovna Ukolova; * 22. Mai 1994 in Pjatigorsk) ist eine russische Theater- und Filmschauspielerin.

## Leben
Ukolowa ist Absolventin der Mikhail Shchepkin Higher Theatre School. Nach ihrer Ausbildung zur professionellen Schauspielerin schloss sie sich dem Tschechow-Kunsttheater Moskau an. Außerdem wirkte sie an Stücken des Theaters Quartett I mit. 2016 lernte sie während den Dreharbeiten zu Ded Moroz. Bitva Magov den russischen Kameramann Anton Zenkowitsch kennen. Die beiden waren von 2017 bis 2019 verheiratet.
Sie debütierte Mitte der 2010er Jahre als Schauspielerin und war vor allem in verschiedenen russischen Fernsehserien zu sehen, übernahm aber auch immer wieder kleinere und größere Rollen in Spielfilmen wie 2019 in Guests – Das Tor zur Hölle.

## Filmografie (Auswahl)
- 2016: Ded Moroz. Bitva Magov (Дед Мороз. Битва Магов)
- 2016: Krov' (Кровь)
- 2016: Lyubov' kak stikhiynoye bedstviye (Любовь как стихийное бедствие)
- 2016: Ona sbila lyotchika (Она сбила лётчика)
- 2017: Rodnoye serdtse (Fernsehserie)
- 2017: Fathers (Ottsy/Отцы) (Mini-Serie, 12 Episoden)
- 2018: The Blood Lady (Krovavaya Barinya/Кровавая барыня) (Fernsehserie, 16 Episoden)
- 2018: Deadly Still (Foto na pamyat/Фото на память)
- 2019: Seven Dinners (Sem uzhinov/Семь ужинов)
- 2019: Gromkaya svyaz (Громкая связь)
- 2019: Guests – Das Tor zur Hölle (Gosti/Гости)
- 2019: Politseyskiy s Rublyovki (Полицейский с Рублёвки) (Fernsehserie, 7 Episoden)
- 2019: Fried Chicken (Tsyplyonok zharenyy/Цыплёнок жареный) (Fernsehserie)
- 2021: Captain Volkonogov Escaped (Kapitan Wolkonogow beschal/Капитан Волконогов бежал)